# Chiesa di Sant'Agostino (Novaledo)
La chiesa di Sant'Agostino è la parrocchiale di Novaledo, in Trentino. Fa parte della zona pastorale Valsugana - Primiero nell'arcidiocesi di Trento e risale al XVIII secolo.

## Storia

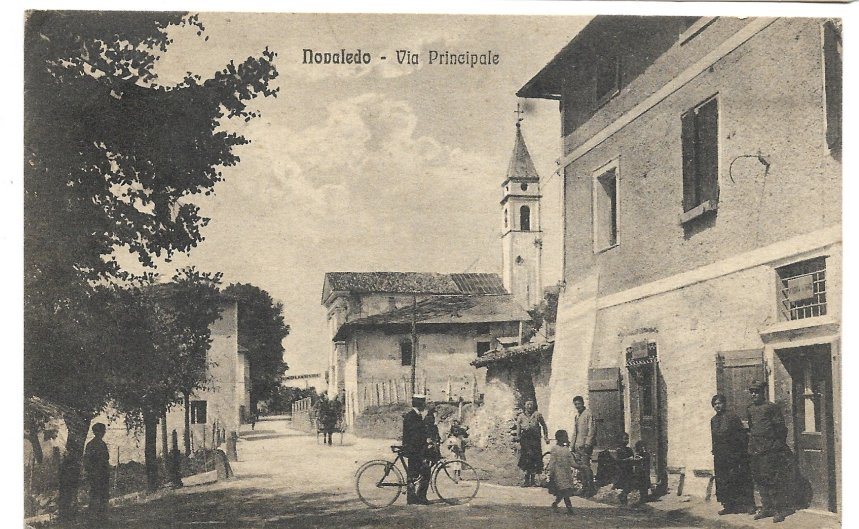
Via principale di Novaledo con la chiesa di Sant'Agostino in un'immagine del 1923

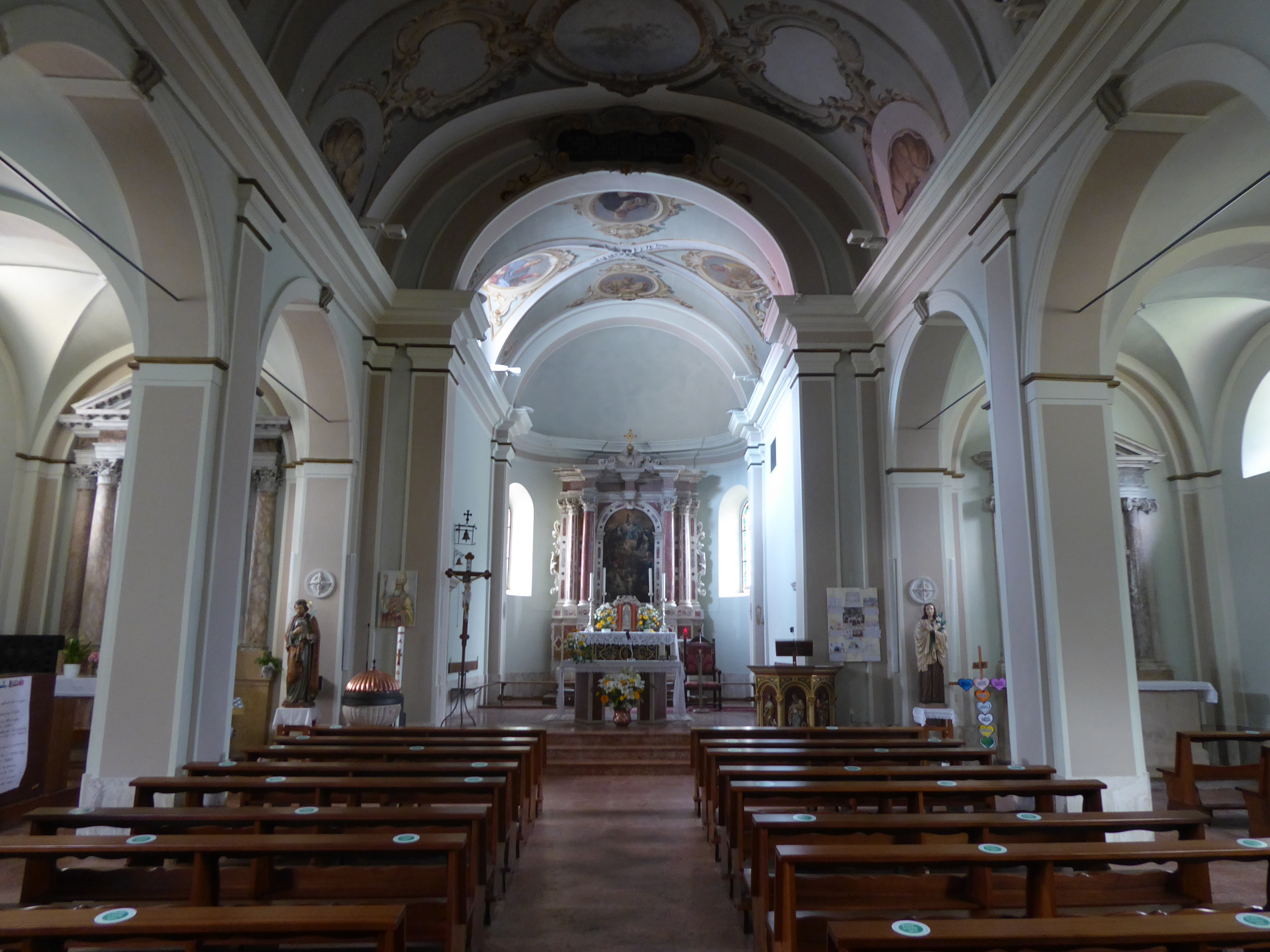
Interno

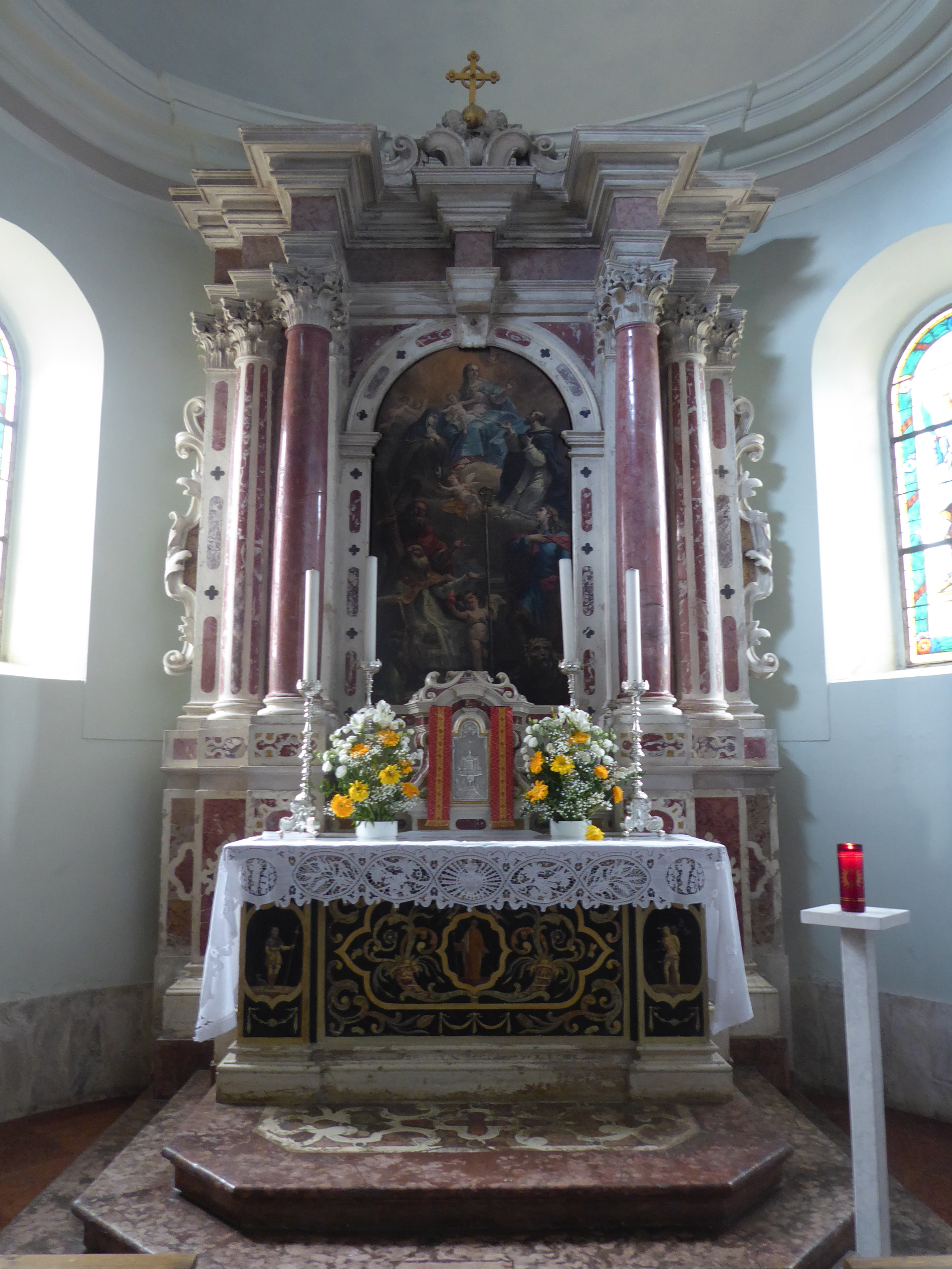
Altare maggiore

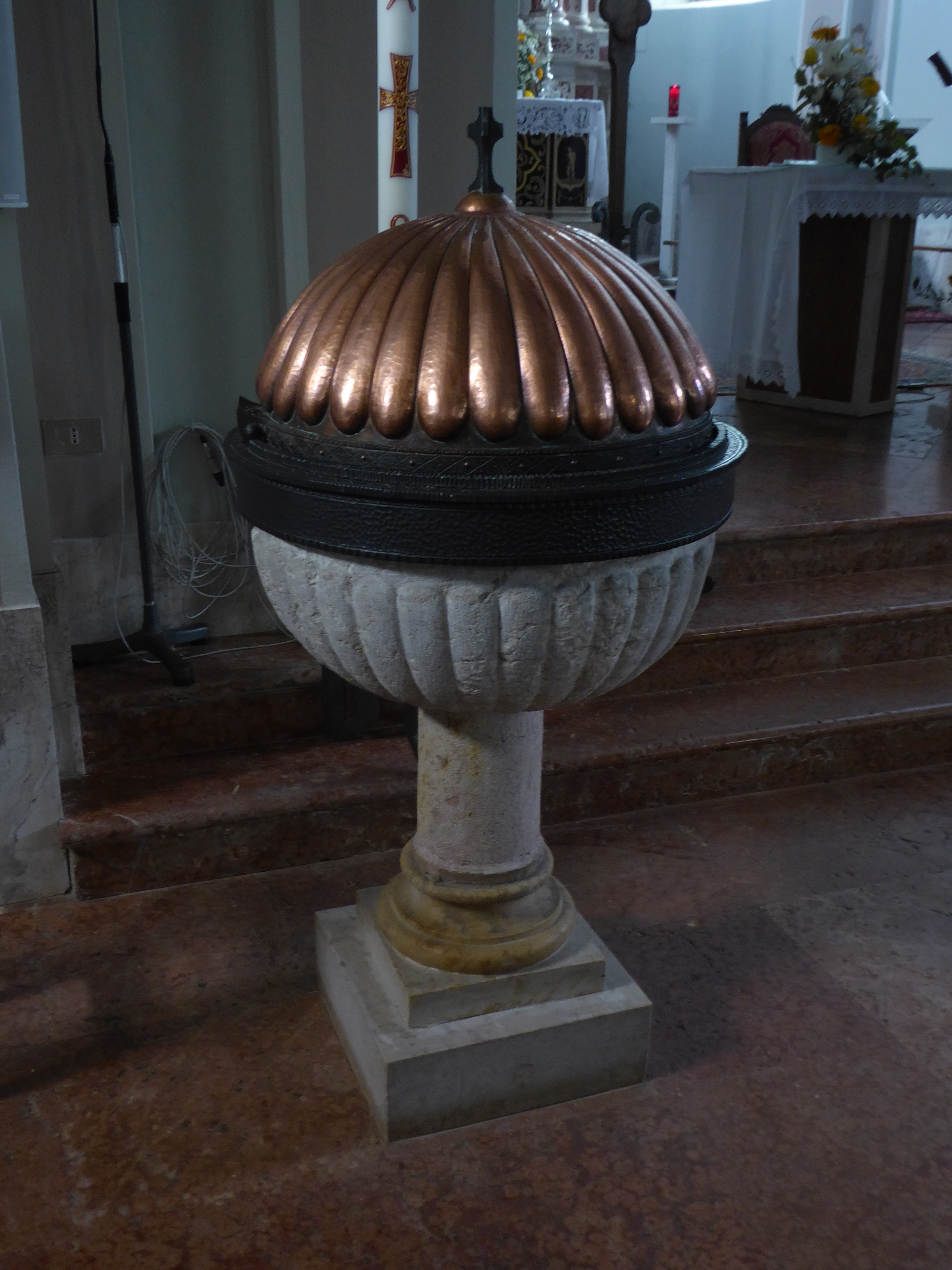
Fonte battesimale, vicino al presbiterio

Quando la chiesa di Sant'Agostino a Novaledo venne eretta, nel 1724, fu sussidiaria della parrocchiale di Roncegno ma già dopo pochi anni, nel 1737 ebbe dignità di chiesa parrocchiale e venne consacrata nel 1739 con una cerimonia officiata dal vescovo di Feltre Pietro Maria Trevisan Suarez.
Pochi anni dopo, nel 1786, mutò la sua giurisdizione ecclesiastica e la chiesa entrò a far parte della diocesi di Trento lasciando quella di Feltre.
Dopo la metà del XIX secolo l'edificio venne ampliato. Si aggiunsero due navate ai lati di quella centrale e quest'ultima venne allungata. La chiesa, in conseguenza di tali lavori, venne riconsacrata nel 1864.
All'inizio del XX secolo, prima dello scoppio conflitto mondiale, gli interni vennero impreziositi con dipinti e stucchi ma la guerra produsse notevoli danni alla struttura e tra 1922 e 1923 fu oggetto di restauri. In particolare furono sistemate le decorazioni sulle volte e le vetrate vennero sostituite.
A partire dal 1968 iniziò un ciclo di restauri conclusosi nel 1971. In tale fase vennero protette le fondamenta dalle infiltrazioni di umidità, si sostituì in parte la copertura, vennero rifatti intonaci e tinteggiature. Inoltre venne rifatta la pavimentazione della sala e furono installati o messi a norma vari impianti e poi si realizzò l'adeguamento liturgico, con la contemporanea cancellazione ed imbiancatura dell'affresco nell'abside che raffigurava Cristo e i fanciulli, poi recuperato.
Gli ultimi interventi, nel 1991, hanno visto la sostituzione delle sei vetrate della cappelle laterali.

## Descrizione

### Esterni
Il luogo di culto si trova nell'abitato di Novaledo, sulla via che è stata strada imperiale della Valsugana, e mostra orientamento verso nord-ovest. La facciata a capanna a due spioventi è in stile neoclassico con paraste di ordine tuscanico che reggono il grande frontone triangolare ed è affiancata da due corpi laterali corrispondenti alle navate interne secondarie. Il portale è architravato e sopra, in asse, si trova l'oculo che porta luce alla sala. Un oculo minore si trova nel timpano mentre nei corpi laterali si trovano due finestre a lunetta. La torre campanaria si trova in posizione arretrata sulla destra.
La sala è a tre navate, quella centrale di maggiore ampiezza ed altezza. Le pareti sono decorate ad affresco e il presbiterio è leggermente elevato.